# Georg Rösch (Politiker)
Georg Rösch (* 15. März 1913 in Niedermittlau; † 12. Februar 1981) war ein hessischer Politiker (CDU) und ehemaliger Abgeordneter des Hessischen Landtags.

## Leben
Georg Rösch machte nach der Volksschule eine kaufmännische Lehre und besuchte dann die graphische Fachschule. Ab 1936 arbeitete er als Kalkulator und Disponent und war später Betriebsleiter einer Großdruckerei. Im Zweiten Weltkrieg wurde er 1942 als Soldat eingezogen, schwer verwundet und 1945 als Leutnant entlassen. 1947 wurde er Leiter des Wirtschaftsamtes, dann des Prüfungsamtes der Kreisverwaltung Gelnhausen. Nach der Verwaltungsprüfung erfolgte die Ernennung zum Kreisoberinspektor.
Zum 1. November 1931 trat Georg Rösch in die NSDAP ein, aber bereits zum 31. März 1932 trat er wieder aus der Partei aus. Oktober 1939 beantragte er erneut die Aufnahme in die NSDAP und wurde zum 1. Januar 1940 aufgenommen (Mitgliedsnummer 8.391.909).
Georg Rösch war Kreisvorsitzender der CDU und vom 1. Dezember 1958 bis 30. November 1962 Mitglied des Hessischen Landtags.